# Großer Preis der Dortmunder Union-Brauerei
Der Große Preis der Dortmunder Union-Brauerei war eine Radsportveranstaltung in Deutschland und fand jährlich von 1962 bis 1984 statt. Es war ein Eintagesrennen für Profis.

## Geschichte
Das Rennen wurde von der Dortmunder Union-Brauerei in Dortmund gesponsert und vom Verein RC 08 Dortmund organisiert. Die Rennstrecke entsprach wesentlich dem Kurs des langjährigen Rennens Rund um Dortmund über Lünen, Kamen und Unna. Das Eintagesrennen hatte 23 Ausgaben. Nachdem das für 1985 geplante Rennen abgesagt werden musste, fand es nicht mehr statt.
Das dramatischste Finale gab es 1964, als Hans Junkermann und Peter Post erst wenige Meter vor dem Zielband von Rudi Altig eingeholt und überspurtet wurden. Den Veranstaltern des Rennens gelang es häufig, Fahrer der absoluten Weltspitze wie Rik Van Looy oder Eddy Merckx zu verpflichten. Lediglich zwei deutsche Fahrer – Rudi Altig und Dietrich Thurau – konnten das Rennen gewinnen. Einige Jahre lang wurde auch parallel ein Rennen für Amateure veranstaltet.

## Sieger
- 1962  Piet Damen
- 1963  Willy Vannitsen
- 1964  Rudi Altig
- 1965  Jan Hugens
- 1966  Wim de Jager
- 1967  Jean-Baptiste Claes
- 1968  Eric De Vlaeminck
- 1969  Julien Stevens
- 1970  Eddy Merckx
- 1971  Herman Van Springel
- 1972  Eddy Merckx
- 1973  Antoon Houbrechts
- 1974  Hennie Kuiper
- 1975  Rik Van Linden
- 1976  André Dierickx
- 1977  Dietrich Thurau
- 1978  Gery Verlinden
- 1979  Patrick Sercu
- 1980  Jostein Wilman
- 1981  Theo de Rooij
- 1982  Ad Wijnands
- 1983  Theo de Rooij
- 1984  Gerard Veldscholten